# The Cutting Edge
The Cutting Edge is een album van Bob Dylan uit de officiële bootlegserie, uitgebracht in 2015 op Columbia Records. De officiële titel van de standaard box is The Best of the Cutting Edge 1965–1966 met als ondertitel The Bootleg Series Vol. 12. Aangezien The bootleg series volumes 1-3 de eerste box uit de serie was, is The Cutting Edge de tiende box. Er is ook een Deluxe Edition, een box met 6 cd's en een Collector's Edition met 18 cd's, beiden met alleen de titel The Cutting Edge 1965–1966.

## Titel
Dylan gebruikt de term 'cutting edge' in zijn boek Kronieken als het snijvlak van de muziek in de lange traditie van blues, jazz en folk en de opkomende muziek van The Beatles, The Rolling Stones en The Who. Hij gebruikt de term ook in het hoofdstuk "IJsrivier" over het liedje "Pirate Jenny", waarin de vorm en structuur en bekende melodische patronen losgelaten worden, waardoor het muziek op het scherpst van de snede wordt.

## Oorsprong
De outtakes, oefen-, demo- en alternatieve versies zijn van de albums Bringing It All Back Home, Highway 61 Revisited en Blonde on Blonde. Op de standaardversie zijn er meestal 1 of 2 alternatieven ten opzichte van de origineel uitgebrachte versie, maar als voorbeeld, de Collector's editie heeft alle 20 takes van Like a Rolling Stone, alsmede een splitsing van alle vier de sporen van de bandrecorderopname van de definitieve opnamesessie.
De Cutting Edge geeft een beeld over het ontstaan van de definitieve versies op de originele albums. Dylan veranderde tijdens de sessies teksten en ging soms over naar een ander tempo. De box bevat ook valse starts, pianodemo's en opnamen van repetities.

## Tracks
Alle nummers zijn composities van Dylan, behalve waar aangegeven.

| 1.                 | Love Minus Zero/No Limit                                                         | Take 2, akoestisch            | 3:11  |
| 2.                 | I'll Keep It with Mine (eerder uitgebracht op Biograph)                          | Take 1, Pianodemo             | 4:11  |
| 3.                 | Bob Dylan's 115th Dream (take 1 eerder uitgebracht op Bringing It All Back Home) | Takes 1 en 2, Solo akoestisch | 6:17  |
| 4.                 | She Belongs to Me                                                                | Take 1, Solo akoestisch       | 2:57  |
| 5.                 | Subterranean Homesick Blues                                                      | Take 1, alternatieve opname   | 2:38  |
| 6.                 | Outlaw Blues                                                                     | Take 2, alternatieve opname   | 3:29  |
| 7.                 | On the Road Again                                                                | Take 4, Alternatieve opname   | 2:31  |
| 8.                 | Farewell, Angelina ( eerder uitgebracht op The bootleg series volumes 1-3)       | Take 1, Solo akoestisch       | 5:28  |
| 9.                 | If You Gotta Go, Go Now                                                          | Take 2, Alternatieve opname   | 2:50  |
| 10.                | You Don't Have to Do That                                                        | Take 1, Solo akoestisch       | 0:50  |
| 11.                | California                                                                       | Take 1, Solo akoestisch       | 3:05  |
| 12.                | Mr. Tambourine Man                                                               | Take 3 met band incompleet    | 3:23  |
| 13.                | It Takes a Lot to Laugh, It Takes a Train to Cry                                 | Take 8, alternatieve opname   | 3:28  |
| 14.                | Like a Rolling Stone (korte versie)                                              | Take 5, repetitie             | 1:44  |
| 15.                | Like a Rolling Stone                                                             | Take 11, alternatieve opname  | 5:56  |
| 16.                | Sitting on a Barbed Wire Fence                                                   | Take 2                        | 3:58  |
| 17.                | Medicine Sunday                                                                  | Take 1                        | 1:01  |
| 18.                | Desolation Row                                                                   | Take 2, Pianodemo             | 2:00  |
| 19.                | Desolation Row                                                                   | Take 1, alternatieve opname   | 11:15 |
| Totale duur: 70:12 |                                                                                  |                               |       |

| 1.                 | Tombstone Blues                                      | Take 1, Alternative opname  | 7:30 |
| 2.                 | Positively 4th Street                                | Take 5, Alternative opname  | 4:24 |
| 3.                 | Can You Please Crawl Out Your Window? (korte versie) | Take 1, alternative opname  | 4:05 |
| 4.                 | Just Like Tom Thumb's Blues                          | Take 3, repetitie           | 5:39 |
| 5.                 | Highway 61 Revisited                                 | Take 3, alternative opname  | 3:30 |
| 6.                 | Queen Jane Approximately                             | Take 5, alternative opname  | 6:02 |
| 7.                 | Visions of Johanna                                   | Take 5, repetitie           | 7:40 |
| 8.                 | She's Your Lover Now                                 | Take 6, Repetitie           | 4:58 |
| 9.                 | Lunatic Princess                                     | Take 1                      | 1:20 |
| 10.                | Leopard-Skin Pill-Box Hat                            | Take 8, alternative opname  | 3:26 |
| 11.                | One of Us Must Know (Sooner or Later)                | Take 19, alternative opname | 5:10 |
| 12.                | Stuck Inside of Mobile with the Memphis Blues Again  | Take 13, alternative opname | 4:03 |
| 13.                | Absolutely Sweet Marie                               | Take 1, alternative opname  | 5:01 |
| 14.                | Just Like a Woman                                    | Take 4, alternative opname  | 5:19 |
| 15.                | Pledging My Time                                     | Take 1, alternative opname  | 3:22 |
| 16.                | I Want You                                           | Take 4, alternative opname  | 2:51 |
| 17.                | Highway 61 Revisited                                 | Take 7, valse start         | 0:32 |
| Totale duur: 74:52 |                                                      |                             |      |

## Hitnoteringen
Het album bereikte nummer 33 op de Billboard 200 In Nederland piekte de standaardversie naar nummer 5., in Vlaanderen naar nummer 8.
- MusicBrainz release group: cb330bdb-6cdf-4e2a-a4ec-b919d7981389